# Voyageurs (film)
Pour les articles homonymes, voir Voyageur.
Pour plus de détails, voir Fiche technique et Distribution.
Voyageurs (Подорожні, Podorojni) est un film ukrainien réalisé par Ihor Strembitskyi, sorti en 2005.

## Synopsis
Une série de portraits de personnes dans un hôpital psychiatrique de Kiev.

## Fiche technique
- Titre : Voyageurs
- Titre original : Подорожні (Podorojni)
- Réalisation : Ihor Strembitskyi
- Scénario : Natalya Kononchuk
- Photographie : Ihor Strembitskyi et Artyom Vasilev
- Montage : Taisiya Boyko et Ihor Strembitskyi
- Société de production : Université nationale Karpenko-Kary
- Pays :  Ukraine
- Genre : Documentaire
- Durée : 10 minutes
- Dates de sortie : 
  -  France : mai 2005 (festival de Cannes)

## Distinctions
Le film a reçu la Palme d'or du court métrage lors du festival de Cannes 2005.